# Combate de Llochegua
El Combate de Llochegua fue un enfrentamiento armado desarrollado la tarde del viernes 21 de julio de 2017 en el distrito peruano de Llochegua dentro del marco de la insurgencia narcoterrorista en el Vraem, el lugar específico del ataque fue en la zona de Los Ángeles— ubicado en la carretera que une los distritos de Llochegua y Pichari— cuando miembros de la policía Nacional del Perú llevaban al líder narcotraficante Ali Cueva Rojas. El combate se originó como una respuesta por parte de los insurgentes a la destrucción de sus laboratorios clandestinos de elaboración de drogas. El comando conjunto de las fuerzas del Vraem ordenó el envío de un helicóptero a la zona del conflicto para dar apoyo aéreo a los efectivos policiales. El enfrentamiento dejó como saldo nueve policías, además de un fiscal heridos, al mismo tiempo el líder narcotraficante que intentaba escapar volvió a ser capturado.

## Antecedentes
En la zona conocida como VRAEM, el presidente de la República Pedro Pablo Kuczynski había incorporado a la Fuerza Aérea del Perú para tomar el control de los cielos como parte de un plan que su gobierno implementó en 2016 ante el creciente narcotráfico en todo el país, ante la complementación de la fuerza aérea los insurgentes se vieron descubiertos en varias aéreas antes no visible a las patrullas del ejército y la policía, dando como resultado una cadena de ataques entre ambos bandos, en los cuales también se incluyen secuestros y atentados.

## Combate

### Destrucción de laboratorios clandestinos
Días antes la policía nacional había comenzado destruyendo los laboratorios clandestinos de droga pertenecientes a grupos narcotraficantes, uno de los objetivos de las destrucciones era encontrar y capturar a cabecillas narcotraficantes que suelen aliarse a los remanentes del grupo terrorista Sendero Luminoso para enfrentarse conjuntamente a las fuerzas gubernamentales.

### Captura de Ali Cueva Rojas
El Frente Policial del Valle de los Ríos Apurímac, Ene y Mantaro tenía información obtenida por medio del programa de recompensas del Ministerio del Interior que en el poblado Periabente se encontraba escondido Ali Cueva Rojas, el cabecilla principal del grupo narcoterrorista La Gran Grifa (LGG), el comando enviado para su captura intervino en el pueblo y capturó a la fuerza al líder por una férrea resistencia civil, posteriormente se intercambiaron disparos entre los policías y los aldeanos leales a La Gran Grifa, los policías lograron expulsar del pueblo a los simpatizantes de LGG.

### Emboscada narcoterrorista
El patrullero policial se dirigían a la localidad de Pichari para trasladar a Cueva a la ciudad de Lima, en ese trayecto pasando por la zona de Los Ángeles el patrullero se vio emboscado por huestes de La Gran Rifa, el vehículo policial fue acribillado, los policías evacuaron en camino hasta un área arbolada alta que lo utilizaron como escudo, los atacantes sitiaron a los policías que no dejaron de disparar, estos últimos lograron pedir ayudar al Comando Especial del VRAEM quienes enviaron un helicóptero para repeler la ofensiva narcoterrorista.

### Eventos posteriores al combate
La emboscada dejó como saldo nueve policías y un fiscal heridos y a pesar de la gravedad del ataque, los narcoterroristas no lograron su principal objetivo, el cual era rescatar a Ali Cueva Rojas. Los heridos y el detenido fueron enviados a Pichari y posteriormente a Lima.

#### Heridos
Los heridos son los siguientes:
- Felipe Sánchez Pacheco Nota1
- Durand Cunyas Gutiérrez
- Jairo Florida Palma
- Armando Melgar Pérez
- Luis Llontop Loayza
- Marco Antonio Bassilio Chaupis
- Melgar Pérez Nota2
- México Figueroa
- Hidalgo Ramos
- Salazar Bonilla

Nota1: El primer herido en algunas fuente aparece con el nombre de Daniel Sánchez Pacheco, pero en la mayoría de las fuentes el nombre más usado es el de Felipe Sánchez Pacheco.

Nota2: Desde el sexto herido solo se tiene registrado los apellidos de las víctimas, los nombres aún no son identificados.